# Naomi Van den Broeck
Naomi Van den Broeck (Leiden, 3 januari 1996) is een Belgische atlete, die gespecialiseerd is in de sprint en het hordelopen. Zij werd achtmaal Belgisch kampioene en nam tweemaal deel aan de Olympische Spelen.

## Loopbaan
Van den Broeck werd in 1996 geboren in het Nederlandse Leiden als dochter van een Senegalese moeder en Belgische vader. Als kind groeide ze op in Antwerpen, Zuid-Afrika, Jamaica, Ierland en Noorwegen.
Van den Broeck nam in 2015 op de 100 m deel aan de Europese kampioenschappen U20 in Eskilstuna, en behaalde een zevende plaats. Het jaar nadien werd ze Belgisch indoorkampioene op zowel de 60 m als op de 200 m. In 2018 volgde een tweede indoortitel op de 200 m.
Met het oog op selectie voor de aflossingsploeg op de 4 × 400 meter schakelde Van den Broeck over naar de 400 m. Op de Belgische kampioenschappen van 2021 won ze verrassend met een persoonlijk record de nationale titel en solliciteerde ze nadrukkelijk voor een olympische selectie. Dat resulteerde in succes, want Van den Broeck werd geselecteerd om op de Olympische Zomerspelen 2020 deel uit te maken van het Belgische vrouwenestafetteteam 4 × 400 m. Van den Broeck liep in de halve finale samen met Imke Vervaet, Paulien Couckuyt en Camille Laus. Het viertal eindigde als derde in hun halve finale in een tijd van 3:24.08 en kon zich zo plaatsen voor de olympische finale. Daarin eindigden ze als 7de. 
Van den Broeck is in België aangesloten bij Rochefort Athlétisme. Ze studeert geneeskunde in Noorwegen en is daar aangesloten bij IL Gular Friidrett.

## Belgische kampioenschappen
Outdoor
| Onderdeel    | Jaar       |
| ------------ | ---------- |
| 400 m        | 2021, 2022 |
| 400 m horden | 2024       |

Indoor
| Onderdeel | Jaar       |
| --------- | ---------- |
| 60 m      | 2016       |
| 200 m     | 2016, 2018 |
| 400 m     | 2022, 2023 |

## Persoonlijke records
Outdoor
| Onderdeel    | Prestatie | Wind     | Datum         | Plaats               |
| ------------ | --------- | -------- | ------------- | -------------------- |
| 100 m        | 11,65 s   | +1,9 m/s | 2 juli 2017   | Eskilstuna           |
| 150 m        | 17,68 s   | -1,2 m/s | 28 april 2024 | Willemstad (Curaçao) |
| 200 m        | 23,38 s   | +0,6 m/s | 17 juni 2023  | Meilen               |
| 300 m        | 36,94 s   |          | 22 mei 2024   | Bergen               |
| 400 m        | 50,80 s   |          | 19 juni 2024  | Madrid               |
| 800 m        | 2.06,97   |          | 28 juni 2023  | Oslo                 |
| 100 m horden | 14,03 s   | -1,6 m/s | 2 juni 2017   | Bergen (Noorwegen)   |
| 400 m horden | 54,37 s   |          | 19 juli 2025  | Madrid               |

Indoor
| Onderdeel   | Prestatie | Datum            | Plaats             |
| ----------- | --------- | ---------------- | ------------------ |
| 60 m        | 7,50 s    | 20 februari 2016 | Gent               |
| 200 m       | 23,63 s   | 18 februari 2024 | Louvain-la-Neuve   |
| 300 m       | 37,73 s   | 4 februari 2023  | Gent               |
| 400 m       | 52,01 s   | 24 februari 2024 | Madrid             |
| 60 m horden | 8,69 s    | 27 december 2015 | Bergen (Noorwegen) |

## Palmares

### 60 m
- 2016:  BK indoor AC – 7,55 s

### 100 m
- 2015:  BK AC – 11,77 s
- 2015: 7e EK U20 te Eskilstuna – 12,04 s

### 200 m
- 2016:  BK indoor AC – 24,07 s
- 2017:  Francofone Spelen te Abidjan – 24,24 s
- 2018:  BK indoor AC – 24,26 s
- 2024:  BK indoor AC – 23,63 s

### 400 m
- 2020:  BK indoor AC – 54,00 s
- 2021:  BK AC – 52,72 s
- 2022:  BK indoor AC – 53,11 s
- 2022:  BK AC – 51,73 s
- 2022: 7e in reeks WK in Eugene – 53,16 s
- 2022: 7e in reeks EK in München – 52,80 s
- 2023:  BK indoor AC – 52,89 s
- 2023:  BK AC – 51,61 s

Diamond League-resultaten
- 2019:  Bislett Games - 54,48 s

### 400 m horden
- 2024:  BK AC – 54,80 s
- 2024: 6e in ½ fin. OS - 54,94 s
- 2025:  Gyulai István Memorial - 54,50 s

Diamond League-resultaten
- 2025: 7e Meeting International Mohammed VI d'Athlétisme de Rabat - 55,69 s
- 2025:  EK voor landenteams (2e div.) in Maribor – 55,33 s

### 4 x 100 m
- 2015: 6e in serie EK U20 te Eskilstuna – 46,00 s

### 4 x 400 m
- 2021: 7e OS - 3.23,96 (NR)
- 2022: 6e WK indoor in Belgrado - 3.33,61 (3.30,58 (NR) in reeksen)
- 2022: 6e WK in Eugene - 3.26,29[4]
- 2022: 4e EK in München - 3.22,12 (NR)[5]
- 2023: 5e WK in Boedapest - 3.22,84[6]
- 2024: 4e WK indoor in Glasgow - 3.28,05 (NR)
- 2024:  EK in Rome - 3.22,95
- 2024: 7e OS - 3.22,40

### 4 x 400 m gemengd
- 2024: 4e EK in Rome - 3.11,03 (NR)
- 2024: 4e OS - 3.09,36 (NR)